# Menaa
Menaa (în arabă منعة) este o comună din provincia Batna, Algeria.
Populația comunei este de 13.510 locuitori (2008).